# Státní znak Spojeného království
Státní znak Spojeného království (v anglickém originále The Royal Coat of Arms of the United Kingdom) je oficiální znak britského monarchy – v současné době krále Karla III., který je zároveň nejvyšším představitelem země. Znak, s různými obměnami, je používán i britskou vládou, nebo členy královské rodiny. Tento znak vychází z historické tradice a navazuje na znaky používané již ve středověku anglickými králi a to ještě v dobách, kdy nebyly Anglie, Skotsko a Irsko sjednoceny v jeden státní útvar. Státní znak má dvě verze – jeden pro použití v Anglii, Walesu a Severním Irsku a druhý pro použití ve Skotsku.

## Popis státního znaku

### Státní znak používaný v Anglii, Walesu a Severním Irsku
Státní znak je čtvrcený štít – v I. a IV. poli je obsažen znak Anglie – 3 zlatí, kráčející lvi (přesněji leopardi) na červeném poli, v II. poli je znak Skotska – červený lev ve skoku na zlatém a červeně orámovaném poli a na III. poli je znak Irska – ve znaku však reprezentuje pouze Severní Irsko – zlatá harfa na modrém poli. Znak Walesu není zastoupen, protože se z hlediska práva jedná pouze o knížectví v rámci Anglie a nikoli o samostatné království. Na štítě je přílba s královskou korunou Anglie, přikryvadla zlatá a hermelínová.  Štít je obtočen modrým podvazekem se zlatým heslem Podvazkového řádu: HONI SOIT QUI MAL Y PENSE – Hanba tomu, kdo ve zlém to myslí. Celý znak drží z (heraldicky) pravé strany zlatý korunovaný lev hledící k pozorovateli a z levé strany bájný jednorožec. Menší zlatý korunovaný lev hledící k pozorovateli také stojí na koruně. Oba štítonoši jsou posazeni na heraldickou stuhu s nápisem ve francouzštině, který zní DIEU ET MON DROIT – Bůh a mé právo.

### Státní znak používaný ve Skotsku
Státní znak používaný ve Skotsku je také čtvrcený štít – kromě v I. a IV. poli je obsažen znak Skotska, v II. poli je znak Anglie, a na III. poli je znak Irska. Štítonoši lev a jednorožec jsou v obráceném pořadí, a jsou oba korunovaní. Jednorožec drží vlajku Skotska a lev drží vlajku Anglie. Na štítě je přílba s královskou korunou Skotska. Červený korunovaný lev hledící k pozorovateli sedí na koruně, drží meč a žezlo. Kolem štítu, namísto podvazku, je obtočen skotský Řád bodláku. Nápisem na heraldické stuhu je heslo řádu v latině: NEMO ME IMPUNE LACESSIT – Nikdo mě nebude dráždit beztrestně.
|                                                         |                                                          |                      |                                |
| Znak Anglie (1. a 4. pole v Anglii; 2. pole ve Skotsku) | Znak Skotska (2. pole v Anglii; 1. a 4. pole ve Skotsku) | Znak Irska (3. pole) | Znak Irska (3. pole; varianta) |

## Historie a vývoj státního znaku
Anglická heraldika patří mezi nejstarší a nejpropracovanější v Evropě, potažmo na světě a mnoho heraldik jí bylo ovlivněno. Základ anglické heraldiky však pochází z heraldiky francouzské a to díky ovládnutí Anglie Normany, vedených Vilémem Dobyvatelem po roce 1066. První doložený znak, který tvoří základ současného znaku je erb krále Jindřicha II. z roku 1154, který byl tvořen zlatým, jednoocasým lvem ve skoku na červeném poli. Současný znak se třemi lvy (leopardy) pochází až z doby Richarda I. Lví srdce. Čtvrcení znaku se poprvé objevuje u krále Eduarda III. a to se zlatými liliemi na modrém poli jako symbol dědičného nároku na francouzský trůn. Ve Skotsku, současný znak se červený lev ve skoku na zlatém a červeně orámovaném poli pochází až z doby Viléma I. Lev (král 1165 do 1214). Současná podoba má základ v roce 1603, kdy se králem stal Jakub I. Stuart a tím bylo sjednoceno území Anglie, Skotska a Irska - Unie Korun. Dalším významným krokem bylo ustanovení sjednoceného království v roce 1801, kdy bylo ze znaku také vypuštěno pole s liliemi připomínající francouzský trůn (britský monarcha se však nároku na něj zřekl až o rok později). Poslední změna znaku proběhla v roce 1837, kdy byla schválena současná verze.

## Historický vývoj znaku
Všechny znaky mají dvě varianty. Znaky vlevo byly užívány v Anglii, Walesu a Irsku, znaky vpravo byly užívány ve Skotsku.
|  | Znak užívaný v letech 1603–1649 a 1660–1707                |
|  | Znak za Viléma III. a Marii II. (1689–1694)                |
|  | Znak za Viléma III. po smrti Marie II. (1694–1702)         |
|  | Znak Království Velké Británie, užívaný v letech 1707–1714 |
|  | Znak Království Velké Británie, užívaný v letech 1714–1801 |
|  | Znak Spojeného království, užívaný v letech 1801–1816      |
|  | Znak Spojeného království, užívaný v letech 1816–1837      |